# Frequência elétrica

Formato de onda de 230 V / 50 Hz, em comparação com 120 V / 60 Hz

A frequência elétrica é a frequência nominal das oscilações de corrente alternada (CA) em uma rede síncrona de transmissão de uma usina elétrica ao consumidor. Na maior parte do mundo, a frequência é de 50 Hz, embora em boa parte das Américas e em alguns países da Ásia essa frequência tipicamente seja de 60 Hz. O uso atual por país ou região é fornecido na lista de eletricidade doméstica por país .
Durante o desenvolvimento de sistemas comerciais de energia elétrica no final do século XIX e início do século XX, muitas frequências e tensões diferentes foram usadas. O grande investimento em equipamentos com determinada frequência tornou a padronização um processo lento. No entanto, na virada do século XXI, os lugares que agora usam frequência de 50 Hz tendem a usar 220-240 V, e aqueles que agora usam 60 Hz tendem a usar 100-127 V, salvo exceções, dentre elas o Brasil, que usa frequência unificada em 60 Hz e duas tensões - 127 V e 220 V. Ambas as frequências coexistem hoje (o Japão usa ambas) sem grandes razões técnicas para preferir uma sobre a outra e nenhum desejo de realizar uma padronização mundial completa.
Na prática, a frequência exata da rede elétrica varia em torno da frequência nominal, reduzindo-se quando a rede está fortemente carregada e acelerando-se quando levemente carregada. No entanto, a maioria das concessionárias ajusta a frequência da grade ao longo do dia para garantir um número constante de ciclos. Isso é usado por alguns relógios para manter o tempo com precisão.

## Fatores operacionais
Vários fatores influenciam a escolha da frequência em um sistema de corrente alternada. iluminação, motores, transformadores, geradores e linhas de transmissão têm características dependentes da frequência de energia. Todos esses fatores interagem entre eles e tornam a seleção de uma frequência de potência uma questão de considerável importância. A melhor frequência é um compromisso entre requisitos contraditórios.
No final do século XIX, os projetistas costumavam escolher uma frequência relativamente alta para sistemas com transformadores e luzes a arco voltaico, para economizar em materiais de transformadores e reduzir a oscilação visível das lâmpadas, mas escolhiam uma frequência mais baixa para sistemas com longas linhas de transmissão ou que alimentavam principalmente cargas de motores ou conversores rotativos para produzir corrente contínua . Quando as grandes centrais geradoras tornaram-se viáveis, a escolha da frequência foi feita com base na natureza da carga pretendida. Eventualmente, melhorias no projeto das máquinas permitiram que uma única frequência fosse usada tanto para iluminação quanto para motores. Os sistemas unificados melhoraram a economia da produção de eletricidade, uma vez que a carga do sistema tornou-se mais uniforme durante o curso do dia.

### Iluminação
As primeiras aplicações da energia elétrica comercial foram a iluminação com lâmpadas incandescentes e os motores elétricos do tipo comutador. Ambos os dispositivos operam bem em corrente contínua, mas a corrente contínua não podia ser facilmente alterada em voltagem (o que na corrente alternada se resolve com transformadores) e geralmente era produzida apenas na voltagem de utilização requerida na rede.
Se uma lâmpada incandescente for operada com uma corrente de baixa frequência, o filamento esfria a cada meio ciclo da corrente alternada, levando a uma mudança perceptível no brilho e causando tremulação das lâmpadas; o efeito é mais pronunciado com lâmpadas a arco voltaico, e com tecnologias posteriores, tais como as lâmpadas de vapor de mercúrio e lâmpadas fluorescentes. As lâmpadas de arco aberto emitiam um zumbido audível na corrente alternada, levando a experimentos com alternadores de alta frequência para elevar o som acima da faixa da audição humana.  

### Máquinas rotativas
Os motores do tipo comutador não funcionam bem em corrente alternada de alta frequência, porque as mudanças rápidas de corrente são opostas pela indutância do campo do motor. Embora os motores universais do tipo comutador sejam comuns em eletrodomésticos e ferramentas elétricas CA, eles são de menor potência elétrica, com menos de 1 kW. Verificou-se que o motor de indução funciona bem em frequências entre 50 e 60 Hz, mas com os materiais disponíveis na década de 1890 não funcionaria bem com uma frequência de 133 Hz. Existe uma relação fixa entre o número de polos magnéticos no campo do motor de indução, a frequência da corrente alternada e a velocidade de rotação; portanto, uma determinada velocidade-padrão limita a escolha da frequência e vice-versa. Depois que os motores elétricos CA tornaram-se comuns, era importante padronizar a frequência para garantir a compatibilidade com o equipamento do consumidor.
Os geradores operados por motores alternativos de baixa velocidade produzirão frequências mais baixas, para um determinado número de polos, do que aqueles operados por exemplo, uma turbina a vapor de alta velocidade. Para velocidades muito baixas em motores primários, seria caro construir um gerador com polos suficientes para fornecer uma alta frequência em CA. Além disso, a sincronização de dois geradores com a mesma velocidade era mais fácil em velocidades mais baixas. Embora os acionamentos por correia fossem comuns como uma maneira de aumentar a velocidade dos motores mais lentos, em potência muito grandes (milhares de quilowatts), eles eram caros, ineficientes e não confiáveis. Após 1906, os geradores acionados diretamente por turbinas a vapor favoreceram frequências mais altas. A velocidade de rotação constante das máquinas de alta velocidade permitiu a operação satisfatória dos comutadores em conversores rotativos. A velocidade síncrona N em RPM é calculada usando a fórmula:
{\displaystyle N={\frac {120f}{P}}\,}
onde f é a frequência em Hertz e P é o número de polos.
| Polos | RPM a 133,33 Hz | RPM a 60 Hz | RPM a 50 Hz | RPM a 40 Hz | RPM a 25 Hz | RPM a 16,7 Hz |
| ----- | --------------- | ----------- | ----------- | ----------- | ----------- | ------------- |
| 2     | 8.000           | 3.600       | 3.000       | 2.400       | 1.500       | 1.000         |
| 4     | 4.000           | 1.800       | 1.500       | 1.200       | 750         | 500           |
| 6     | 2.666,7         | 1.200       | 1.000       | 800         | 500         | 333,3         |
| 8     | 2.000           | 900         | 750         | 600         | 375         | 250           |
| 10    | 1.600           | 720         | 600         | 480         | 300         | 200           |
| 12    | 1.333,3         | 600         | 500         | 400         | 250         | 166,7         |
| 14    | 1142,9          | 514,3       | 428,6       | 342,8       | 214,3       | 142,9         |
| 16    | 1.000           | 450         | 375         | 300         | 187,5       | 125           |
| 18    | 888,9           | 400         | 333,3       | 266,7       | 166,7       | 111,1         |
| 20    | 800             | 360         | 300         | 240         | 150         | 100           |

A energia em corrente contínua não foi totalmente substituída pela corrente alternada, mantendo-se útil em sistemas metroviários e ferroviários, assim como para processos eletroquímicos. Antes do desenvolvimento de retificadores de válvulas de arco de mercúrio, conversores rotativos eram usados para produzir energia em corrente contínua a partir da corrente alternada. Como outras máquinas do tipo comutador, elas funcionavam melhor em frequências mais baixas.

### Transmissão e transformadores
Com a CA, os transformadores podem ser usados para reduzir as altas tensões de transmissão e reduzir a tensão para utilização pelos consumidores finais. O transformador é efetivamente um dispositivo de conversão de tensão sem partes móveis e exigindo pouca manutenção. O uso de corrente alternada eliminou a necessidade de geradores de motores de conversão de tensão CC que requerem manutenção e monitoramento regulares.
Como, para um determinado nível de potência, as dimensões de um transformador são aproximadamente inversamente proporcionais à frequência, um sistema com muitos transformadores seria mais econômico a uma frequência mais alta.
A transmissão de energia elétrica em linhas de longa extensão é favorecida na operação com frequências mais baixas. Os efeitos da capacitância distribuída e da indutância da linha são menores em baixa frequência.

### Interconexão de sistemas
Os geradores só podem ser interconectados para operar em paralelo se tiverem a mesma frequência e formato de onda. Ao padronizar a frequência usada, os geradores em uma área geográfica podem ser interconectados em uma rede de transmissão, proporcionando maior confiabilidade e redução de custos.

## História

As frequências elétricas em uso no Japão: 50 Hz (leste e norte) e 60 Hz (oeste e sul)

Muitas frequências elétricas diferentes foram usadas no século XIX.
Os esquemas iniciais de geração de energia em corrente alternada isolados usavam frequências arbitrárias com base na conveniência de projetos de utilização de motores a vapor, turbinas hidráulicas e geradores elétricos. Frequências entre 16,7 Hz e 133,3 Hz foram utilizados em diferentes sistemas. Por exemplo, a cidade de Coventry, na Inglaterra, em 1895, possuía um sistema único, monofásico com frequência de 87 Hz, que esteve em uso até 1906. A proliferação de frequências surgiu do rápido desenvolvimento de máquinas elétricas no período de 1880 a 1900.
Embora existam muitas teorias e muitas lendas urbanas, há pouca certeza nos detalhes da história da "guerra" entre as frequências de 60.Hz e 50 Hz.
A empresa alemã AEG (sucessora de uma empresa fundada por Edison na Alemanha) construiu a primeira instalação geradora alemã com 50 Hz. Na época, a AEG possuía um monopólio na prática e seu padrão se espalhou para o resto da Europa. A decisão por essa frequência se deu após a observação do piscar das lâmpadas que funcionavam no sistema de 40 Hz operada durante a Exposição Internacional de Eletricidade, a AEG elevou sua frequência padrão para 50 Hz em 1891.
A Westinghouse Electric decidiu pela padronização com uma frequência mais alta para permitir a operação de motores elétricos de iluminação e de indução num mesmo sistema de geração. Embora os 50 Hz fossem adequados para ambos, em 1890 a Westinghouse considerou que o equipamento de iluminação a arco voltaico existente operava ligeiramente melhor em 60 Hz e, portanto, essa frequência foi escolhida. A operação do motor de indução de Tesla, licenciado pela Westinghouse em 1888, exigia uma frequência mais baixa que a de 133 Hz, comum para sistemas de iluminação na época.  Em 1893, a General Electric Corporation, afiliada à AEG na Alemanha, construiu um projeto de geração em Mill Creek para levar eletricidade a Redlands, Califórnia, usando 50 Hz, mas alterou para 60   Hz um ano depois, para manter a participação de mercado com o padrão estabelecido pela Westinghouse.

### As origens do padrão de 25 Hz
Os primeiros geradores do projeto nas Cataratas do Niágara, construídos por Westinghouse em 1895, usavam 25 Hz, porque a velocidade da turbina já havia sido definida antes que a transmissão em corrente alternada tivesse sido definitivamente selecionada. A Westinghouse teria selecionado uma frequência baixa – 30 Hz – para acionar os motores, mas as turbinas do projeto já haviam sido especificadas em 250 RPM. As máquinas poderiam ter sido feitas para funcionar em 16,67 Hz, frequência adequada para motores pesados de tipo comutador, mas a empresa Westinghouse opôs-se, declarando que isso seria indesejável para uso em iluminação e sugeriu 33,3 Hz. Eventualmente, chegou-se a compromisso com a escolha de equipamento operando a 25 Hz, com geradores de 12 polos a 250 RPM. O projeto de Niágara foi tão influente em projetos posteriores de sistemas de energia elétrica, que a frequência de 25  Hz prevaleceu como padrão norte-americano para CA de baixa frequência.

### As origens do padrão de 40 Hz
Um estudo da General Electric concluiu que o uso da frequência 40 Hz representaria um bom compromisso entre as necessidades de iluminação, motores e transmissão, dados os materiais e equipamentos disponíveis no primeiro quartel do século XX. Vários sistemas operando em 40 Hz foram construídos. A demonstração na Exposição Internacional de Eletricidade de Lauffen a Frankfurt usou um sistema de 40 Hz para transmitir energia a 175 km de distância em 1891. Também existiu uma grande rede interconectada operando em 40 Hz no nordeste da Inglaterra (através da Newcastle-upon-Tyne Electric Supply Company, NESCO) até o advento de rede nacional de energia no Reino Unido no final da década de 1920 e projetos na Itália usaram 42 Hz. A usina hidrelétrica comercial mais antiga em operação contínua nos Estados Unidos, a Usina Hidrelétrica de Mechanicville no estado de Nova Iorque, ainda produz energia elétrica a 40 Hz e fornece energia para a rede local em 60 Hz através de conversores de frequência. Indústrias e minas na América do Norte e na Austrália em certos casos também funcionaram com sistemas elétricos operando em 40 Hz que foram mantidos até deixarem de ser economicamente viáveis. Embora frequências próximas a 40 Hz tenham encontrado uso comercial, estes foram desconsiderados pelo uso cada vez maior das frequências padronizadas de 25, 50 e 60 Hz, preferidos pelos fabricantes de equipamentos de maior volume.
A Companhia Ganz da Hungria padronizou os equipamentos elétricos por ela produzidos em 5000 alternâncias por minuto (41,7 Hz) para seus produtos, de modo que clientes que adquiriram produtos dessa fabricante mantiveram equipamentos a funcionar em 41,7 Hz por muitos anos.

### Padronização
Nas anos iniciais da eletrificação, foram usadas tantas frequências que nenhum valor único prevaleceu (em 1918, Londres usava dez frequências diferentes). À medida que o século XX avançou, houve progressiva padronização em 60 Hz (grande parte das Américas) ou em 50 Hz (Europa, África e grande parte da Ásia). A padronização permitiu e facilitou o comércio internacional de equipamentos elétricos. Muito mais tarde, o uso de frequências padrão permitiu a interconexão de redes elétricas. Entretanto, somente após a Segunda Guerra Mundial - com o advento de bens de consumo elétricos acessíveis - que a uniformização dos padrões ocorreu de forma efetiva.
No Reino Unido, decretou-se a padronização da frequência em 50 Hz no ano de 1904; entretanto, após essa data ainda houve um desenvolvimento significativo contínuo em outras frequências. A implementação da rede nacional, iniciada em 1926, obrigou a padronização de frequências entre os muitos provedores de serviços elétricos interconectados. O padrão de 50 Hz foi estabelecido de forma completamente somente após a Segunda Guerra Mundial.
Por volta de 1900, os fabricantes europeus já haviam padronizado o uso de 50 Hz para novas instalações. A associação alemã Verband der Elektrotechnik (VDE), ao estabelecer o primeiro padrão para máquinas e transformadores elétricos em 1902, recomendou os valores de 25 Hz e 50 Hz como frequências-padrão. A VDE não viu muitas aplicações para 25 Hz e retirou a recomendação para essa frequência da edição de 1914. As instalações remanescentes em outras frequências persistiram até bem depois da Segunda Guerra Mundial.
Devido ao custo da conversão, algumas partes do sistema de distribuição podem continuar a operar nas frequências originalmente projetadas, mesmo após a escolha de uma nova frequência. A frequência de 25 Hz foi usada em Ontário e Quebec, no Canadá, no norte dos Estados Unidos e para eletrificação ferroviária. Na década de 1950, muitos sistemas de 25 Hz, desde os geradores até os eletrodomésticos, foram convertidos e padronizados para 60 Hz. Até 2009, ainda existiam alguns sistemas geradores operando em 25 Hz, tais como Sir Adam Beck 1 (posteriormente adaptados para 60 Hz) e as estações geradoras Rankine (até seu fechamento de 2009) perto das Cataratas do Niágara para fornecer energia a grandes clientes industriais que não desejavam substituir os equipamentos existentes; alguns sistemas operando em 25 Hz existem em Nova Orleans para uso em bombas d'água em sistemas de combate a enchentes. Redes ferroviárias operando em 15 kV AC, usadas em vários países, tais como Alemanha, Áustria, Suíça, Suécia e Noruega, ainda operam em 16,7 Hz.
Em alguns casos, onde a maior parte da carga era para transporte ferroviário uso em motores, era considerado economicamente viável gerar energia a 25 Hz e instalar conversores rotativos para 60 Hz. Conversores para produção em corrente contínua a partir de corrente alternada estavam disponíveis em tamanhos maiores e eram mais eficientes em 25 Hz em comparação a 60 Hz. Fragmentos remanescentes de sistemas mais antigos podem ser interligados ao sistema de frequência padrão por meio de um conversor rotativo ou de uma estação conversora HVDC ou por inversor estático. Isso permite que a energia seja trocada entre duas redes de energia em frequências diferentes, mas os sistemas são grandes, caros e gastam energia em operação.
Nos Estados Unidos, a companhia Southern California Edison padronizara sua distribuição em 50 Hz. Grande parte do sul da Califórnia operava em 50 Hz e não alterou completamente a frequência de seus geradores e equipamentos dos consumidores para 60 Hz até por volta de 1948. Alguns projetos da Au Sable Electric Company usaram 30 Hz em tensões de transmissão de até 110.000 volts em 1914.
No Brasil, o maquinário elétrico era importado tanto da Europa, quanto dos Estados Unidos, o que implicava que o país tinha os padrões de 50 Hz e 60 Hz de acordo com cada região e distribuidora de energia. Em 1938, o governo federal, através do artigo 23, caput e § 3.º, do Decreto-Lei 852/1938, determinou o objetivo de unificar o país inteiro sob o padrão de 50 Hz dentro de oito anos. Veio a Segunda Guerra Mundial e o artigo 6.º do Decreto-Lei 4.295/1942 prorrogou sem estabelecer nova data a determinação anterior. A lei não funcionou, a padronização não ocorreu e, no início da década de 1960, foi decidido que o Brasil seria unificado sob o padrão de 60 Hz, porque a maioria das áreas desenvolvidas e industrializadas usava 60 Hz; e uma nova legislação, a Lei 4.454, foi instituída unicamente com esse propósito em 1964. O Brasil passou por um programa de conversão de frequências para 60 Hz que só foi concluído em 1978.
No México, as áreas que operavam em 50 Hz foram convertidas durante a década de 1970, unindo o país sob o padrão de 60 Hz.
No Japão, a parte ocidental do país (a oeste de Nagoya) usa 60 Hz e a parte oriental (a leste de Tóquio) usa 50 Hz. Isso se origina nas primeiras compras de geradores da AEG em 1895, instalados em Tóquio, e da General Electric em 1896, instalados em Osaka. O limite entre as duas regiões contém quatro subestações HVDC consecutivas que convertem a frequência: Shin Shinano, Sakuma, Minami-Fukumitsu e Higashi-Shimizu .
Frequências elétricas na América do Norte em 1897
| Hz   | Descrição                                                        |
| ---- | ---------------------------------------------------------------- |
| 140  | Dínamo de madeira para iluminação a arco voltaico                |
| 133  | Stanley-Kelly Company                                            |
| 125  | General Electric, monofásico                                     |
| 66,7 | Stanley-Kelly Company                                            |
| 62,5 | General Electric "monocíclico"                                   |
| 60   | Muitos fabricantes, comum a partir de 1897, eventual padrão      |
| 58,3 | General Electric Lachine Rapids                                  |
| 40   | General Electric                                                 |
| 33   | General Electric em Portland, Oregon, para conversores rotativos |
| 27   | Crocker-Wheeler para fornos de carbeto de cálcio                 |
| 25   | Westinghouse em Niágara, bifásico - para operação de motores     |

Frequências elétricas na Europa em 1900
| Hz   | Descrição                                                               |
| ---- | ----------------------------------------------------------------------- |
| 133  | Sistemas de iluminação monofásicos, Reino Unido e Europa                |
| 125  | Sistema de iluminação monofásico, Reino Unido e Europa                  |
| 83,3 | Fase monofásica, Ferranti, Reino Unido, Deptford Power Station, Londres |
| 70   | Iluminação monofásica, Alemanha (1891)                                  |
| 65,3 | Brown, Boveri Co. (BBC) Bellinzona                                      |
| 60   | Iluminação monofásica, Alemanha, (1891-93)                              |
| 50   | AEG, Oerlikon e outros fabricantes, eventual padrão                     |
| 48.  | Estação geradora da BBC Kilwangen                                       |
| 46.  | Roma e Genebra (1900)                                                   |
| 45,3 | Central elétrica municipal, Frankfurt am Main (1893)                    |
| 42   | Clientes Ganz na Alemanha (1898)                                        |
| 41,7 | Ganz Company, Hungria                                                   |
| 40   | Lauffen am Neckar, hidrelétrica (1891-1925)                             |
| 38,6 | BBC Arlen                                                               |
| 25   | Iluminação monofásica, Alemanha (1897)                                  |

Mesmo em meados do século XX, as frequências elétricas ainda não estavam totalmente padronizadas em 50 Hz ou 60 Hz. Em 1946, um manual de referência para projetistas de equipamentos de rádio listou as seguintes frequências, hoje obsoletas, como em uso. Muitas dessas regiões também possuíam redes operando em 50 ou 60 ciclos ou em corrente contínua.
Frequências em uso em 1946 (juntamente com os padrões de 50 Hz e 60 Hz)
| Hz  | País/Região |
| --- | --- |
| 25  | Canadá (Sul de Ontário), Zona do Canal do Panamá (*), França, Alemanha, Suécia, Reino Unido, China, Havaí, Índia, Manchúria |
| 40. | Jamaica, Bélgica, Suíça, Reino Unido, Estados Federados da Malásia, Egito, Austrália Ocidental (*)                          |
| 42. | Tchecoslováquia, Hungria, Itália, Mônaco (*), Portugal, Romênia, Iugoslávia, Líbia (Trípoli)                                |
| 43  | Argentina |
| 45  | Itália, Líbia (Trípoli) |
| 76  | Gibraltar(*) |
| 100 | Malta (*), África Oriental Britânica                                                                                        |

As regiões marcadas com asterisco (*) tinham a frequência indicada como a única em operação naquela região.

## Ferrovias
Outras frequências elétricas ainda são usadas. Alemanha, Áustria, Suíça, Suécia, Noruega usam sistemas de tração para ferrovias, com distribuição em CA monofásica operando em 16,7 Hz. A frequência de 25 Hz é usada na ferrovia austríaca de Mariazell, bem como nos sistemas de tração da Amtrak e da SEPTA nos Estados Unidos. Outros sistemas ferroviários em corrente alternada são energizados com base na frequência de energia comercial local; isto é, de  50 Hz ou 60 Hz.
A energia para tração pode ser derivada de fontes de alimentação comerciais por conversores de frequência ou, em alguns casos, pode ser produzida por centrais de tração dedicadas. No século XIX, frequências tão baixas quanto 8 Hz foram utilizadas para operação de ferrovias elétricas com motores de comutador. Algumas tomadas em trens fornecem a tensão correta, mas usando a freqüência da rede ferroviária original, como 16,7 Hz.

## 400 Hz
O uso de frequências elétricas tão altas quanto 400 Hz ocorre em em aeronaves, espaçonaves, submarinos, salas de servidores para alimentação de computadores, equipamentos militar e máquinas-ferramentas portáteis. Essas altas frequências não podem ser transmitidas de forma viável economicamente por longas distâncias; o aumento da frequência aumenta bastante a impedância em série devido à indutância das linhas de transmissão, dificultando a transmissão de energia. Consequentemente, os sistemas de energia a 400 Hz geralmente são confinados a um edifício ou veículo.
Os transformadores, por exemplo, podem ser menores, porque o núcleo magnético pode ser muito menor para o mesmo nível de potência. Os motores de indução giram a uma velocidade proporcional à frequência; portanto, uma fonte de alimentação de alta frequência permite obter mais energia para o mesmo volume e massa do motor. Transformadores e motores para 400 Hz são muito menores e mais leves do que os empregados em 50 ou 60   Hz, o que é uma vantagem em aeronaves e navios.

## Estabilidade

### Correção de erro de tempo (TEC)
A regulação da frequência do sistema elétrico para a precisão do uso de relógios não era comum até 1916, até a a invenção de Henry Warren do relógio elétrico e do motor síncrono de partida automática. Tesla demonstrou o conceito de relógios sincronizados por frequência elétrica na Exposição Universal de 1893 em Chicago. Os órgãos Hammond também depende de um motor de relógio síncrono em corrente alternada para manter a velocidade correta de seu gerador interno de "tone wheel", mantendo todas as notas perfeitas, com base na estabilidade de frequência da linha de força.
Hoje, as empresas distribuidoras de energia elétrica regulam a frequência média diária para que os relógios permaneçam com diferença de poucos segundos em relação ao tempo correto. Na prática, a frequência nominal é aumentada ou reduzida em uma porcentagem específica para manter a sincronização. Ao longo de um dia, a frequência média é mantida no valor nominal dentro de algumas centenas de partes por milhão. Na grade síncrona da Europa Continental, o desvio entre o tempo da fase da rede e o Tempo Universal Coordenado (UTC) (com base no tempop atômico internacional) é calculado às oito horas da manhã todos os dias em um centro de controle na Suíça. A frequência-alvo é então ajustada em até ± 0,01   Hz (± 0,02%) de 50 Hz, conforme necessário, para garantir uma média de frequência de longo prazo de exatamente 50 Hz × 60 s/min × 60 min/h × 24 h/d = 4320000 ciclos por dia. Na América do Norte, sempre que o erro excede 10 segundos para a Costa Leste, 3 segundos para o Texas ou 2 segundos para a Costa Oeste, uma correção de ± 0,02   Hz (0,033%) é aplicada. As correções de erro de tempo começam e terminam na hora ou na meia-hora.
Medidores de frequência em tempo real para geração de energia no Reino Unido estão disponíveis on-line - um oficial, para a rede nacional e outro não oficial, mantido pela Dynamic Demand. Os dados de frequência em tempo real da grade síncrona da Europa Continental estão disponíveis em sites como www.mainsfrequency.com e gridfrequency.eu. A Rede de Monitoramento de Frequência (FNET) da Universidade do Tennessee mede a frequência das interconexões na rede elétrica norte-americana e em várias outras partes do mundo. Essas medidas são exibidas no site da FNET.

### Regulamentos dos EUA
Nos Estados Unidos, a Comissão Federal de Regulamentação de Energia (FERC) tornou obrigatória a correção de erros de tempo em 2009. Em 2011, a North American Electric Reliability Corporation (NERC) discutiu um experimento proposto que relaxaria os requisitos de regulação de frequência para redes elétricas, o que reduziria a precisão a longo prazo de relógios e outros dispositivos que usam a freqüência de rede de 60 Hz como base para manter a precisão da marcação do tempo.

### Frequência e carga
A principal razão para o controle preciso da frequência é permitir o controle do fluxo de corrente alternada de vários geradores através da rede. A tendência na frequência do sistema é uma medida da incompatibilidade entre demanda e geração e é um parâmetro necessário para o controle de carga em sistemas interconectados.
A frequência do sistema varia conforme a mudança da carga e da geração. Aumentar a energia de entrada mecânica para qualquer gerador síncrono individual não afetará muito a frequência geral do sistema, mas produzirá mais energia elétrica a partir dessa unidade. Durante uma sobrecarga severa causada por disparos ou falhas de geradores ou linhas de transmissão, a frequência do sistema de energia diminui devido a um desequilíbrio entre carga e geração. A perda da interconexão ao exportar energia (em relação à geração total do sistema) fará com que a frequência do sistema aumente a montante da perda, mas pode causar um colapso a jusante da perda, pois a geração não estará mais acompanhando o ritmo do consumo. O controle automático de geração (AGC) é usado para manter a freqüência programada e trocar fluxos de energia. Os sistemas de controle nas centrais elétricas detectam alterações na frequência em toda a rede e ajustam a entrada de energia mecânica nos geradores de volta à frequência-alvo. Essa neutralização geralmente leva algumas dezenas de segundos devido às grandes massas rotativas envolvidas (embora as grandes massas sirvam para limitar a magnitude das perturbações de curto prazo). Mudanças temporárias de frequência são uma consequência inevitável da mudança na demanda. A frequência da rede elétrica excepcional ou em rápida mudança geralmente é um sinal de que uma rede de distribuição de eletricidade está operando perto de seus limites de capacidade, exemplos dramáticos dos quais às vezes podem ser observados pouco antes de grandes interrupções. Grandes estações geradoras, incluindo fazendas solares, podem reduzir sua produção média e usar o espaço livre entre a carga operacional e a capacidade máxima para auxiliar no fornecimento de regulação da rede; A resposta dos inversores solares é mais rápida que os geradores, porque eles não têm massa rotativa. Como recursos variáveis, as energias solar e eólica, substituem a geração tradicional e a inércia que eles fornecem, os algoritmos tiveram que se tornar mais sofisticados. Os sistemas de armazenamento de energia, como as baterias, também estão cumprindo a função de regulamentação em um grau crescente.
Sistemas de energia menores, não extensivamente interconectados com muitos geradores e cargas, não manterão a frequência com o mesmo grau de precisão. Quando a frequência do sistema não é rigorosamente regulada durante períodos de carga pesada, os operadores do sistema podem permitir que a frequência do sistema aumente durante períodos de carga leve, para manter uma frequência média diária de precisão aceitável. Os geradores portáteis, não conectados a um sistema utilitário, não precisam regular rigidamente sua frequência, porque as cargas típicas são insensíveis a pequenos desvios de frequência.

### Controle de frequência de carga
O controle de frequência de carga (LFC) é um tipo de controle integral que restaura a frequência do sistema e os fluxos de energia para as áreas adjacentes de volta aos seus valores antes de uma mudança na carga. A transferência de energia entre diferentes áreas de um sistema é conhecida como "energia líquida da linha de amarração".
O algoritmo de controle geral para LFC foi desenvolvido por Nathan Cohn em 1971. O algoritmo envolve a definição do termo erro de controle de área (ACE), que é a soma do erro de energia da rede de ligação e o produto do erro de frequência com uma constante de viés de frequência. Quando o erro de controle de área é reduzido a zero, o algoritmo de controle retorna os erros de frequência e de potência da linha de amarração a zero.

## Ruído audível e interferências
Aparelhos alimentados em corrente alternada podem emitir um zumbido característico, geralmente chamado de "zumbido elétrico", nas múltiplas frequências de energia CA utilizadas (magnetostrição. Geralmente esse zumbido é produzido por laminações no núcleo dos motores e transformadores, que vibram em uníssono com o campo magnético. Esse zumbido também pode aparecer em sistemas de áudio, quando o filtro da fonte de alimentação ou a blindagem do sinal do amplificador não é adequada.
A maioria dos países escolheu a taxa de sincronização vertical dos padrões de transmissão de televisão para se aproximar da frequência da fonte de alimentação local. Isso ajudou a impedir que o zumbido da linha de energia e a interferência magnética causassem oscilação ou lampejamento na imagem exibida dos receptores analógicos.
Outro uso desse efeito colateral é como ferramenta de investigação forense. Quando uma gravação é feita capturando áudio próximo a um aparelho ou tomada em corrente alternada, o zumbido também é incidentalmente gravado. Os picos do zumbido repetem-se a cada ciclo de CAe (a cada 20 ms em 50 Hz AC, ou a cada 16.67 ms para 60 Hz AC). Qualquer edição de áudio que não seja uma multiplicação do tempo entre os picos distorcerá a regularidade, causando uma diferença de fase. Uma análise da onda de áudio mostrará as descontinuidades que podem dizer se o áudio foi ou não cortado.